# Leighton (Alabama)
Leighton és una població dels Estats Units a l'estat d'Alabama. Segons el cens del 2000 tenia 849 habitants.

## Demografia
Segons el cens del 2000, Leighton tenia 849 habitants, 360 habitatges, i 235 famílies. La densitat de població era de 331,1 habitants/km².
Dels 360 habitatges en un 27,2% hi vivien nens de menys de 18 anys, en un 38,9% hi vivien parelles casades, en un 23,3% dones solteres, i en un 34,7% no eren unitats familiars. En el 31,4% dels habitatges hi vivien persones soles el 18,6% de les quals corresponia a persones de 65 anys o més que vivien soles. El nombre mitjà de persones vivint en cada habitatge era de 2,36 i el nombre mitjà de persones que vivien en cada família era de 2,99.
Per edats la població es repartia de la següent manera: un 24% tenia menys de 18 anys, un 8,7% entre 18 i 24, un 24,7% entre 25 i 44, un 22,1% de 45 a 60 i un 20,4% 65 anys o més.
L'edat mediana era de 40 anys. Per cada 100 dones hi havia 75,4 homes. Per cada 100 dones de 18 o més anys hi havia 75,7 homes.
La renda mediana per habitatge era de 20.500 $ i la renda mediana per família de 28.036 $. Els homes tenien una renda mediana de 27.625 $ mentre que les dones 18.393 $. La renda per capita de la població era de 12.680 $. Aproximadament el 22,7% de les famílies i el 26,5% de la població estaven per davall del llindar de pobresa.

## Poblacions més properes
El següent diagrama mostra les poblacions més properes.